# GPR143
GPR143 (англ. G protein-coupled receptor 143) – білок, який кодується однойменним геном, розташованим у людей на X-хромосомі. Довжина поліпептидного ланцюга білка становить 404 амінокислот, а молекулярна маса — 43 878.
| 10         |  | 20         |  | 30         |  | 40         |  | 50         |
| ---------- |  | ---------- |  | ---------- |  | ---------- |  | ---------- |
| MASPRLGTFC |  | CPTRDAATQL |  | VLSFQPRAFH |  | ALCLGSGGLR |  | LALGLLQLLP |
| GRRPAGPGSP |  | ATSPPASVRI |  | LRAAAACDLL |  | GCLGMVIRST |  | VWLGFPNFVD |
| SVSDMNHTEI |  | WPAAFCVGSA |  | MWIQLLYSAC |  | FWWLFCYAVD |  | AYLVIRRSAG |
| LSTILLYHIM |  | AWGLATLLCV |  | EGAAMLYYPS |  | VSRCERGLDH |  | AIPHYVTMYL |
| PLLLVLVANP |  | ILFQKTVTAV |  | ASLLKGRQGI |  | YTENERRMGA |  | VIKIRFFKIM |
| LVLIICWLSN |  | IINESLLFYL |  | EMQTDINGGS |  | LKPVRTAAKT |  | TWFIMGILNP |
| AQGFLLSLAF |  | YGWTGCSLGF |  | QSPRKEIQWE |  | SLTTSAAEGA |  | HPSPLMPHEN |
| PASGKVSQVG |  | GQTSDEALSM |  | LSEGSDASTI |  | EIHTASESCN |  | KNEGDPALPT |
| HGDL       |  |            |  |            |  |            |  |            |

A: Аланін

C: Цистеїн

D: Аспарагінова кислота

E: Глутамінова кислота

F: Фенілаланін

G: Гліцин

H: Гістидин

I: Ізолейцин

K: Лізин

L: Лейцин

M: Метіонін

N: Аспарагін

P: Пролін

Q: Глутамін

R: Аргінін

S: Серин

T: Треонін

V: Валін

W: Триптофан

Кодований геном білок за функціями належить до рецепторів, g-білокспряжених рецепторів, білків внутрішньоклітинного сигналінгу. 
Локалізований у клітинній мембрані, мембрані, лізосомі.